# Cosmarium subaversum
Cosmarium subaversum  là một loài Song tinh tảo trong họ Desmidiaceae, thuộc chi Cosmarium.